# 野獸與美女
《野獸與美女》（韓語：야수와 미녀）是2005年韓國浪漫喜劇電影。

## 劇情介紹
配音員東健的眼盲女友海珠得到了重見光明的手術機會，但東健卻面露愁容，因為他對海珠欺騙了他的外貌。為此他決定去做整容手術，並告訴海珠他去夏威夷會盡快回來。這段期間，環珠遇見了和東健形容他自己的長相很像的帥哥俊河，並把他誤認為東健……。

## 演員陣容
- 柳承範 飾 東健
- 申敏兒 飾 海珠
- 金剛 飾 俊河
- 安吉強 飾 崔度植
- 安尚泰 飾 鄭碩
- 李英淑 飾 海珠的母親
- 金秉玉 飾 海珠的父親
- 咸𤨒晶 飾 海美

## 外部連結
- 互联网电影数据库（IMDb）上《野獸與美女》的资料（英文）